# Tom Ziuko
Tom Ziuko (nacido el 30 de junio de 1955) es un historietista estadounidense, conocido por su trabajo como colorista para diversos títulos de DC Comics durante los años 80 y 90.

## Carrera
Ziuko empezó a trabajar como colorista para DC en 1981, en títulos como Detective Comics, Action Comics y Green Lantern. A partir de ese momento, empezaría una larga relación con DC Comics que se alargaría durante toda la década de los 80 y gran parte de los 90. Durante este periodo, Ziuko se convirtió en uno de los coloristas estrella de la editorial, colaborando con su trabajo en obras de la importancia de Atari Force, Crisis en Tierras Infinitas, las etapas de John Byrne y Dan Jurgens en los títulos relacionados con Superman, o títulos pioneros de la línea Vertigo, como Hellblazer o La Patrulla Condenada, de Grant Morrison.
A partir de mediados de los años 90, empezó a colaborar con Marvel Comics (en títulos como Blade, Capitán América, Spider-Man o Puño de Hierro), sin dejar de trabajar para DC. Sin embargo, a principios del Siglo XXI empezó a tener serios problemas de salud, lo que le llevó, en primer lugar, a espaciar su trabajo, y, finalmente, a no poder trabajar en absoluto. En 2011 empezó a pedir ayuda a sus fanes a través de Hero Initiative, una organización benéfica dedicada a ayudar a historietistas con problemas médicos, para tratar su enfermedad.
En 2016, ha vuelto a trabajar esporádicamente como colorista, colaborando en las series Batman Arkham: Killer Croc, y Batman Arkham: Poison Ivy.

## Premios
- 1994 Premios Eisner- Nominado- Mejor Colorista (por Hellblazer).[2]